# Genga
Genga – miejscowość i gmina we Włoszech, w regionie Marche, w prowincji Ankona.
Według danych na styczeń 2010 gminę zamieszkiwało 1957 osób przy gęstości zaludnienia 27 os./1 km². 22 sierpnia 1760 w Genga prawdopodobnie urodził się Annibale Sermattei della Genga, późniejszy papież Leon XII.